# Robert Gourdon
Pour les articles homonymes, voir Gourdon.
Robert Gourdon, né le 22 février 1914 à Vauvert dans le Gard et mort le 7 juillet 1979 à Montpellier des suites d'un accident de la route, est un avocat et homme politique français, membre de la SFIO, du PSU et du PS.

## Biographie

### Carrière professionnelle
Il devient tout d'abord avocat près la cour d'appel de Nîmes. Il est par la suite directeur administratif.

### Carrière politique
Puis il entre en politique dès 1935 en adhérant aux Jeunesses socialistes. À la fin de la Seconde Guerre mondiale, en 1945, il devient maire de Vauvert, sa commune natale, après qu'Émile Guigou lui a proposé d'occuper la fonction de maire qu'il avait acquise avec la Libération de Vauvert, lui-même devenant alors premier adjoint. Second de liste aux élections législatives de 1946, il remplace Paul Béchard, démissionnaire, à l'Assemblée nationale en 1948. Il est réélu en 1951. Il s'illustrera dans la défense de la viticulture durant son mandat. Il est réélu une troisième fois en 1956, cette fois-ci à la tête de la liste SFIO. Son mandat se termine en 1958.
Il est battu et se représentera, en vain, aux élections de 1962, 1967 et 1968. Il se consacre alors, à partir de 1958, à son nouveau mandat de conseiller général. Il est président du Conseil général de 1973 à 1979.
Toujours maire de Vauvert, il décède dans un accident de voiture en juillet 1979, à l'âge de 65 ans.
De nos jours, il est considéré comme l'un des principaux acteurs du développement de la ville de Vauvert, qui est devenu le centre économique majeur du sud du Gard.

### Postérité
Le centre culturel de Vauvert porte son nom.

## Mandats
- Député (1948-1958)
- Maire de Vauvert (1945-1979)
- Conseiller général du canton de Vauvert (1958-1976)
- Président du conseil général du Gard (1973-1979)